# 哈迪普萊斯 (加利福尼亞州)
哈迪普萊斯（英語：Hardy Place）是位於美國加利福尼亞州門多西諾縣的一個非建制地區。該地的面積和人口皆未知。

## 地理
哈迪普萊斯的座標為39°48′04″N 122°57′03″W / 39.80111°N 122.95083°W，而該地的平均海拔高度為1401米（即4596英尺）。